# 빌레펠트 대학교
빌레펠트 대학교(Universität Bielefeld)는 독일 노르트라인베스트팔렌주의 빌레펠트에 위치한 대학교이다. 1969년에 설립될 때부터 학제간 연구를 중요시 하는 '개혁대학교(Reformuniversität)'로 사회학자 헬무트 셸스키(Helmut Schelsky)에 의해 계획되었으며 독일에서는 역사가 길지 않은 대학 가운데 하나이다. 영국의 타임즈 하이어 에듀케이션(THE)의 2010년 대학 순위에 따르면 빌레필트 대학교는 세계 173위를 차지했다.